# Operatie Cast Thy Bread
Operatie Cast Thy Bread (Engels: Operation Cast Thy Bread; letterlijk: Operatie Werp Uw Brood) was een uiterst geheime biologische oorlogsvoeringsoperatie, ontwikkeld en uitgevoerd door de Haganah en door de Israëlische strijdkrachten (IDF) voor en tijdens de Arabisch-Israëlische oorlog van 1948. 
De operatie begon in april 1948. De Haganah gebruikte tyfusbacteriën om drinkwaterbronnen te verontreinigen, wat in strijd is met het Protocol van Genève van 1925. Het doel was om Arabische Palestijnen angst aan te jagen en te voorkomen dat deze terug zouden keren naar de eerder door de Jisjoev veroverde dorpen. Ook wilde men de omstandigheden moeilijk maken voor Arabische legers die gebieden wilden heroveren. De operatie leidde tot ernstige ziekte onder de plaatselijke Palestijnse burgers. De Israëlische premier David Ben-Gurion en de stafchef van de IDF, Yigael Yadin, keurden het gebruik van biologische oorlogsvoering goed en hielden er toezicht op. In de laatste maanden van deze oorlog gaf Israël opdracht om de biologische oorlogsvoering uit te breiden naar naburige Arabische staten zoals Egypte, Libanon en Syrië, maar dit werd niet uitgevoerd.
Abba Eban, vertegenwoordiger van het Joods Agentschap voor Palestina, ontkende de operatie ten stelligste en probeerde verder onderzoek te blokkeren door de Arabische staten te beschuldigen van "antisemitische ophitsing". In juli 1948 rapporteerde het Palestijnse Arabische Hoge Comité aan de Verenigde Naties over verschillende oorlogsmisdaden die door zionistische strijdkrachten waren gepleegd, waaronder het gebruik van ‘bacteriologische oorlogsvoering’.
Operatie Cast Thy Bread bereikte niet de verlammende effecten waarop de voorstanders hadden gehoopt en werd in december 1948 stopgezet.

## Achtergrond
Volgens Avner Cohen stuurde Yigael Yadin, de toenmalig operationeel directeur van de Hagana, op 18 februari 1948 een microbiologiestudent genaamd Alexander Keynan naar Jaffa om een eenheid op te zetten die bekendstond als HEMED BEIT. Keynan en de toekomstige Israëlische president Ephraim Katzir planden ‘verschillende activiteiten om een idee te krijgen van wat chemische en biologische wapens zijn en hoe we deze  potentieel kunnen opbouwen als daar behoefte aan is’. Hun voornaamste doel was het creëren van een wapen waardoor mensen blind zouden raken.
In april 1948 gaf David Ben-Gurion een ambtenaar van het Joods Agentschap in Europa, de opdracht om Joodse wetenschappers uit Oost-Europa te vinden die ‘ofwel de capaciteit om massa’s te doden, ofwel om massa’s te genezen konden vergroten; beide zijn belangrijk’. Volgens Milton Leitenberg betekende die ‘capaciteit’ chemische en biologische wapens, die zowel voor de aanval als voor de verdediging konden worden gebruikt. Eén van de gerekruteerde wetenschappers was een epidemioloog en kolonel in het Rode Leger, genaamd Avraham Marcus Klingberg.